# Bœurs-en-Othe
Bœurs-en-Othe ist eine französische Gemeinde mit 337 Einwohnern (Stand: 1. Januar 2022) im Département Yonne in der Region Bourgogne-Franche-Comté. Bœurs-en-Othe gehört zum Arrondissement Sens und zum Kanton Brienon-sur-Armançon (bis 2015: Kanton Cerisiers). 

## Geographie
Bœurs-en-Othe liegt etwa 25 Kilometer ostsüdöstlich des Stadtzentrums von Sens. Umgeben wird Bœurs-en-Othe von den Nachbargemeinden Bérulle im Norden und Nordwesten, Aix-Villemaur-Pâlis mit Aix-en-Othe im Nordosten, Saint-Mards-en-Othe im Osten, Sormery im Südosten, Turny und Chailley im Süden, Venizy im Süden und Südwesten sowie Fournaudin im Westen und Nordwesten.

## Bevölkerungsentwicklung
| Jahr                       | 1962 | 1968 | 1975 | 1982 | 1990 | 1999 | 2006 | 2013 |
| Einwohner                  | 358  | 298  | 231  | 212  | 241  | 293  | 316  | 339  |
| Quellen: Cassini und INSEE |      |      |      |      |      |      |      |      |

## Sehenswürdigkeiten

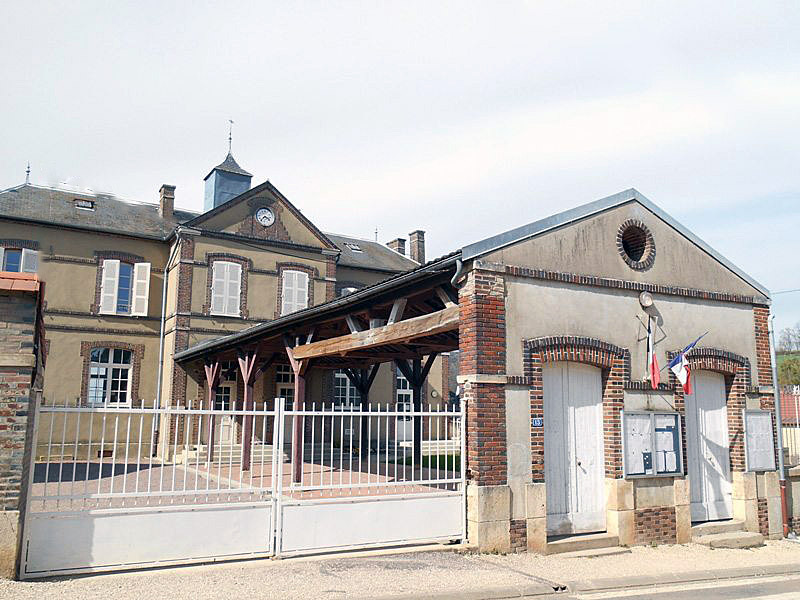
Die Rathausschule

- Kirche Saint-Nicolas aus dem 16. Jahrhundert

## Persönlichkeiten
- Lucie Randoin (1885–1960), Biologin
- Enzo Mattioda (* 1946), Radrennfahrer